# Matsushita Naoki
Naoki Matsushita (sinh ngày 6 tháng 6 năm 1978) là một cầu thủ bóng đá người Nhật Bản.

## Sự nghiệp câu lạc bộ
Naoki Matsushita đã từng chơi cho JEF United Ichihara.

## Thống kê câu lạc bộ

### J.League
| Đội                 | Năm       | J.League | J.League | J.League Cup | J.League Cup | Tổng cộng | Tổng cộng |
| Đội                 | Năm       | Trận     | Bàn      | Trận         | Bàn          | Trận      | Bàn       |
| ------------------- | --------- | -------- | -------- | ------------ | ------------ | --------- | --------- |
| JEF United Ichihara | 1997      | 14       | 1        | 6            | 0            | 20        | 1         |
| JEF United Ichihara | 1998      | 5        | 0        | 2            | 0            | 7         | 0         |
| Tổng cộng           | Tổng cộng | 19       | 1        | 8            | 0            | 27        | 1         |